# Cleora polymiges
Cleora polymiges är en fjärilsart som beskrevs av Louis Beethoven Prout 1926. Cleora polymiges ingår i släktet Cleora och familjen mätare. Inga underarter finns listade i Catalogue of Life.